# Andrea Barber
Andrea Laura Barber (Los Angeles, Califórnia, 3 de julho de 1976) é uma atriz norte-americana, que ficou conhecida por sua atuação como Kimmy Gibbler, na comédia americana Full House.
Ela reprisou a personagem em Fuller House, sequência da série original.

## Filmografia
- 2016- 2020: Fuller House como Kimmy Gibbler
- 2012: Funny or Die
- 1995: The Skateboard Kid II
- 1992: To Grandmother's House We Go
- 1987-1995: Full House  como Kimmy Gibbler
- 1986: The Leftovers
- 1985: Do You Remember Love (1985) (TV)
- 1982-1986: Days of our Lives como Carrie Brady